# آزمایشگاه علوم فضایی
آزمایشگاه علوم فضایی (به انگلیسی: Space Sciences Laboratory); (SSL)، یک واحد تحقیقاتی سازمان یافته وابسته به دانشگاه کالیفرنیا، برکلی است. این واحد آزمایشگاهی تحقیقاتی در برکلی هیلز در سمت بالای محوطهٔ دانشگاه قرار گرفته‌است. این آزمایشگاه تاکنون پروژه‌هایی را در زمینه‌های مختلف علوم فضایی توسعه داده و هنوز ادامه می‌دهد.

## پروژه‌های در حال اجرا
آزمایشگاه علوم فضایی ایجاد و توسعه پروژهٔ ستی در خانه؛ که پیشبرد کاربرد رایانه توزیع شده به علوم فضایی است را ایجاد و توسعه داده و به نگهداری آن ادامه می‌دهد.
این آزمایشگاه پروژه‌های مرتبط به غبار ستاره در خانه (Stardust @ home) و زیرساخت باز برکلی برای رایانش تحت شبکه (BOINC)؛ که یک پروژهٔ دانشوری شهروندی استرا، ایجاد کرده‌است.
آزمایشگاه علوم فضایی مقر گروه پژوهشی فیزیک فضایی است که تحقیقات فیزیک پلاسما را انجام می‌دهد.
این آزمایشگاه ماموریت‌های زیادی را برای ماهواره‌ها طرح و ایجاد کرده و به عنوان یک ایستگاه زمینی برای این ماموریت‌ها نیز ایفای نقش می‌کند. برخی از ماهواره‌های توسعه‌یافته توسط این آزمایشگاه:
- ماهوارهٔ اسپکتروسکوپی خورشیدی انرژی خورشیدی روان رامتی (RHESSI)
- تاریخچه زمان و رویدادها و تعاملات کلان (THEMIS) ماهواره‌های ماهواره ای (THEMIS)
- فایرفاکس سریع فایرفور (FAST)
- اسپکترومتر پلاسما بین ستاره‌ای داغ (CHIPSat)
- کاوشگر فرابنفش بسیار دور (EUVE)
- تداخل فضایی مادون قرمز (ISI)
- این مرکز آموزش علوم را از طریق مرکز آموزش علوم (CSE) انجام می‌دهد.